# Sampleando Devendra
Sampleando Devendra è un singolo del gruppo musicale brasiliano Selton, pubblicato il 26 gennaio 2018 come terzo estratto dal quinto album in studio Manifesto tropicale.